# Панфилов, Михаил Михайлович (инженер)
Михаил Михайлович Панфилов (1898—1970) — советский инженер и государственный деятель, ректор Петербургского государственного университет путей сообщения (1936—1942) и Ростовского государственного университета путей сообщения (1945—1963).

## Биография
Родился в Мордовии, г. Темников, в семье служащего. В 1924 г. Михаил Михайлович поступил и в 1929 г. закончил электротехнический факультет МВТУ имени Н. Э. Баумана, все годы совмещая учебу с работой. После окончания ВУЗа остался в аспирантуре. С 1928 г. руководил производственной практикой студентов, с сентября 1928 г. в течение года также занимал должность замдекана электрофака МВТУ, заведовал специальностью по электрооборудованию промышленных предприятий.
В 1930—1932 гг. М. М. Панфилов — заместитель директора Управления кадрами Всесоюзного электрообъединения и заведующий отделом техникумов и рабфаков. Затем новые назначения: НКПС — заместитель начальника Центрального управления подготовки кадров; начальник отдела вузов и рабфаков Наркомпути; заместитель председателя Квалификационной комиссии по присвоению ученых званий. В 1932 г. решением Квалификационной комиссии НКПС М. М. Панфилов был утвержден в ученом звании доцента но кафедре «Электротехника».
В 1936 году был назначен начальником (ректором) Ленинградского института инженеров железнодорожного транспорта.
На 1 января 1937 г. в Институте училось 3439 студентов. Развивалась учебно-лабораторная база. Под руководством М. М. Панфилова были созданы новые кабинеты и лаборатории, среди которых электротяговая, электрических машин, токов высоких напряжений, электросварки, автоматических тормозов подвижного состава, проводной связи, сигнализации, централизации и блокировки, радиотехники и др. Значительно расширилась Механическая лаборатория им. профессора Н. А. Белелюбского, были организованы новые отделения: каменных материалов, рентгенографическое, металлографическое, фотоупругости, экспериментальных методов напряжений. Цементное отделение пополнилось аппаратурой для испытаний бетона. Все остальные отделения лаборатории получили ряд новых машин и установок для статических и динамических испытаний материалов и конструкций.
Плодотворное влияние на развитие научной деятельности в Институте оказало активное участие профессорско-преподавательского состава в строительстве новых и реконструкции существующих дорог. В эти годы в Институте были созданы новые научные школы: профессоров Д. Д. Бизюкица и А. В. Ливеровского по строительству железных дорог; профессора А. М. Годыцкого-Цвирко по взаимодействию пути и подвижного состава; профессоров А. Б. Лебедева, В. А. Шевалина, Н. Н. Костромитина по электрификации железных дорог; профессора Н. М. Беляева по строительной механике; профессора А. Н. Пассека по строительству тоннелей. Получила дальнейшее развитие научная школа профессора Г. П. Передерия по мостостроению. В 1937 г. факультет связи и СЦБ выделился в самостоятельный Ленинградский электротехнический институт инженеров сигнализации и связи.
В 1941 году, когда началась война, ЛИИЖТ не был сразу эвакуирован и продолжал работу. В июле 1941 г. был организован учебный 10-й истребительный батальон, вошедший затем в состав 20-й стрелковой дивизии, организован и переправлен через линию фронта партизанский отряд из студентов ЛИИЖТа. В сентябре начали действовать команды МПВО, укомплектованные из преподавателей, студентов, рабочих и служащих. В первые же месяцы войны в Институте была организована Оборонная комиссия под председательством М. М. Панфилова, в которую вошли крупнейшие ученые Института. Осенью 1941 г. учебу в Институте начали всего 270 студентов. В декабре 1941 г. было выпущено 355, в начале 1942 г. — еще 211 специалистов. Во время блокады Ленинграда М. М. Панфилов был не только ректором ЛИИЖТа, но и председателем Транспортной комиссии Ленсовета, а позже назначен начальником оборонительных сооружений на станции Веймарн, для выполнения особо важных заданий по проектированию переправы через Ладожское озеро для эвакуации населения и доставки огнестрельного оружия. В марте 1942 г. по Дороге жизни начали эвакуировать ЛИИЖТ в Москву, а затем в Новосибирск. С эшелоном выехало 7 преподавателей и сотрудников и 386 студентов. В апреле 1942 г. после вывоза коллектива в Новосибирск М. М. Панфилов приказом Наркома путей сообщения был освобожден от должности начальника Института и назначен начальником Управления учебных заведений НКПС.
22 мая 1945 года доцент М. М. Панфилов был назначен на должность начальника Ростовского института инженеров железнодорожного транспорта. Михаил Михайлович был руководителем с большим опытом работы в системе высшего образования страны, поэтому на него лёг груз возрождения и развития Ростовского института инженеров железнодорожного транспорта после окончания войны. Под руководством Панфилова, вернувшийся из эвакуации в Тбилиси ВУЗ возобновил свою работу и начался процесс восстановления сохранившихся во время немецкой оккупации корпусов и строительство новых зданий, в том числе механического факультета и главного корпуса. При нём РИИЖТ стал многофакультетным вузом, созданы: эксплуатационный, строительный и дорожно-строительных машин, заочный и вечерний факультеты. Деятельность коллектива выдвинула его в число передовых ВУЗов области. Институт неизменно завоевывал переходящее знамя союза работников высших школ и научных учреждений, которое к 20-летию института в 1949 году было передано РИИЖТу на вечное хранение. М. М. Панфилов удостоен многих правительственных наград: Орден Ленина, два ордена Трудового Красного знамени, Орден Красной Звезды и медали, в том числе Медаль «За оборону Ленинграда»
Институт в эти годы расширялся и укреплялся, появились новые кафедры, лаборатории и кабинеты, улучшилась система подбора профессорско-преподавательского состава. Под руководством М. М. Панфилова разрабатывались новые стабильные учебные планы, углублялось содружество науки и производства. Михаил Михайлович явился инициатором создания института прикреплённых преподавателей к академическим группам. Его огромный жизненный опыт, отличное знание учебного процесса помогали восстановлению и развитию университета.